# Вярриёйоки
Вярриёйоки (фин. Värriöjoki) — река в Лапландии в регионах Савукоски и Салла. Приток реки Кемийоки. Длина реки — 70 километров. Площадь водосборного бассейна — 1076 км². Перепад высот на её протяжении — 185 метров.
Река начинается на западном склоне гор Вярриётунтурит (фин. Värriötunturit). От истока течёт в юго-западном направлении. Впадает в Кемийоки у деревни Охтиниеми (фин. Ohtimiemi).
Основные притоки — Куотеройоки (фин. Kouterojoki) (лв), Костерйоки (фин. Kosterjoki) (лв), Сиуруйоки (фин. Siurujoki), (пр), Лиессийоки (фин. Liessijoki) (лв), Ахмаоя (фин. Ahmaoja) (пр), Мурхахаараноя (фин. Murhahaaranoja) (лв).
Река протекает в бореальной климатической зоне. Среднегодовая температура в районе −4 °C. Самый теплый месяц — июль, когда средняя температура составляет 15 °C, а самый холодный — февраль, с −19 °C.
До строительства на реке гидроэлектростанции Исохаара в 1948 году, в реке водился лосось, морская форель и сиг.